# 개시호
개시호(Bupleurum longiradiatum)는 한반도 각처의 깊은 산 나무 밑이나 풀밭에 나는 여러해살이풀로 높이 50-130cm이다. 전체에 털이 없고, 줄기는 곧게 서며, 윗부분에서 가지가 갈라진다. 근생엽은 잎자루가 길고, 넓은 피침형으로 긴 타원형이다. 경생엽은 잎자루가 없고, 밑부분이 귓불 모양이며, 윗줄기를 감싸고, 끝이 뾰족하며, 길이 5-15cm, 폭 2-3.5cm, 뒷면은 약간 흰빛이 돌고, 가장자리는 밋밋하다. 꽃은 노란색, 윗부분의 줄기 끝이나 잎겨드랑이에 겹산형꽃차례로 달리고, 화축끝에 10-15송이씩 달리며, 총포는 1-2개, 작은 총포는 5개이다. 열매는 분과로 긴 타원형이며 능선이 있다. 어린잎은 식용한다.